# Cserna Károly
Cserna Károly (Kunszentmiklós, 1867. október 3. – Budapest, 1944. január 14.): festő és illusztrátor.

## Pályája

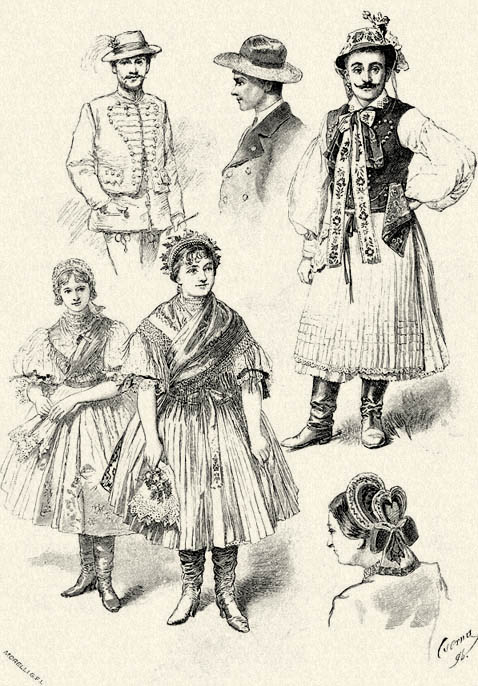
Palóc viselet bemutatása

Tanulmányait a Mintarajziskolában Greguss János, Székely Bertalan és Lotz Károly növendékeként végezte. 1889-től a Vasárnapi Újság illusztrátora volt. 1893-ban feleségül vette Puskás Tivadar özvegyét, Vetter von der Lilie Sophie (1851–1912) grófnőt, akinek a lánya Török Marianna, II. Abbász egyiptomi alkirálynak a majdani felesége.
1903-tól Cserna Károly Münchenben tanult, hazatérése után főleg arcképeket és csendéleteket festett. Feleségével, Vetter von der Lilie Sophie grófnővel és annak rokonaival 1905-ben közel kétéves látogatást tett Egyiptomban a kairói alkirályhoz feleségül ment gróf Török Mariannánál. Az itt készült sok az egzotikus keletet bemutató festménye, mellyel nagy sikert aratott. Mindezért Cserna Károly Egyiptom akkor uralkodójától, a török szultántól megkapta a Medjidie-rendet. 1912-ban felesége elhunyt. 1916-ban újra Münchenben járt, innen hazatérve rajzoló-haditudósítóként működött. Bécsben ismerkedett meg második feleségével, akitől két lánya született. Második felesége rövidesen betegségben elhunyt. Ezután végleg Budapesten telepedett le. Művei találhatók az Magyar Nemzeti Galériában.
A Farkasréti temetőben hantolták el, de azóta sírját felszámolták.